# Роузмид (Калифорнија)
Роузмид (енгл. Rosemead) град је у америчкој савезној држави Калифорнија. По попису становништва из 2010. у њему је живело 53.764 становника.

## Демографија
Према попису становништва из 2010. у граду је живело 53.764 становника, што је 259 (0,5%) становника више него 2000. године.
| Група             | 2000.          | 2010.          |
| Белци             | 4.295 (8,0%)   | 2.549 (4,7%)   |
| Афроамериканци    | 363 (0,7%)     | 273 (0,5%)     |
| Азијати           | 26.090 (48,8%) | 32.617 (60,7%) |
| Хиспаноамериканци | 22.097 (41,3%) | 18.147 (33,8%) |
| Укупно            | 53.505         | 53.764         |